# Market Street (San Francisco)

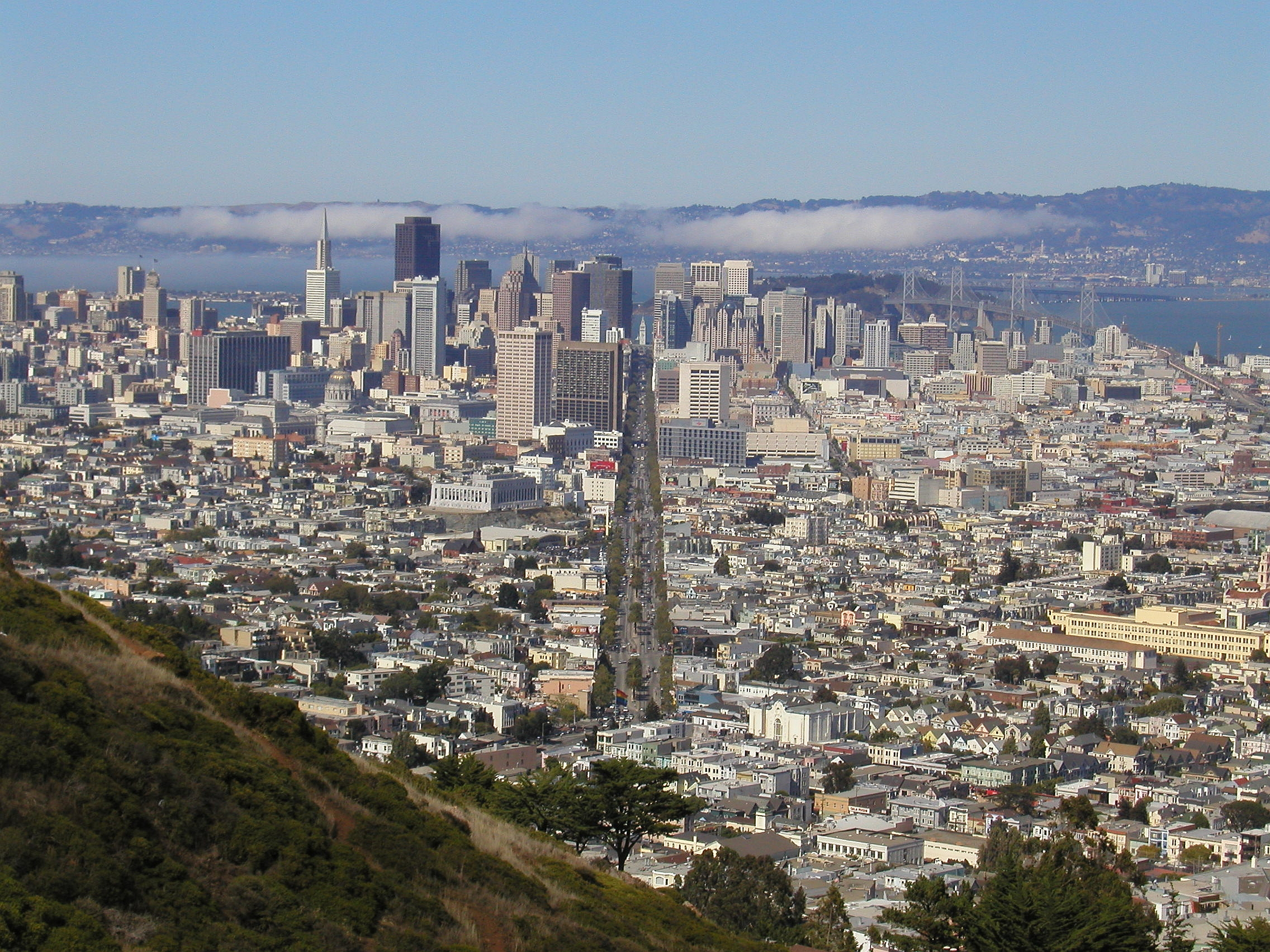
Vista de Market Street visible desde la parte superior de Twin Peaks (San Francisco).

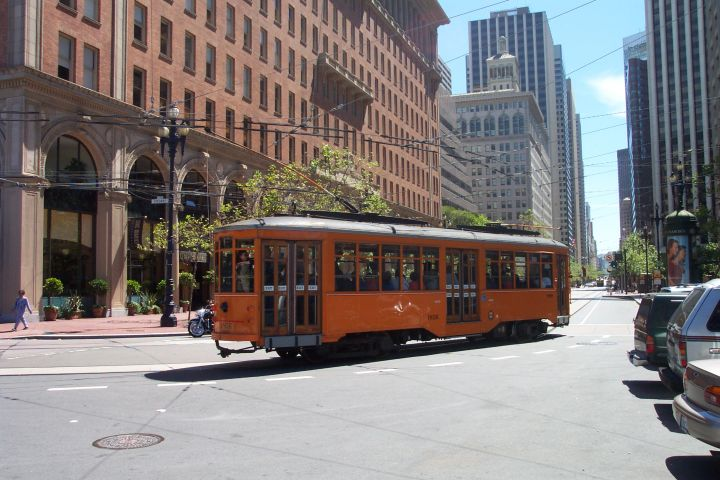
Un tranvía de la línea F Market en la parte inferior de Market Street, frente al Ferry Building.

Market Street es una importante arteria vial de San Francisco, California. Se inicia en el El Embarcadero en frente del Ferry Building en el extremo nororiental de la ciudad y pasa al suroeste del Centro de San Francisco, pasando por el Civic Center y el Distrito Castro, en la intersección con la Avenida Corbett en el barrio Twin Peaks. En este punto, la calle continúa hasta Portola Drive terminando en el cuadrante suroriental de San Francisco.
El rol importante de Market Street como un eje es mejorar su posición en los límites del plan hipodámico de calles. Las calles en el lado sureste están paralelamente o perpendicularmente a Market Street.
Market Street es una importante arteria vial de San Francisco, y en ella pasaban tranvías tirados por caballos, teleféricos, y tranvías eléctricos, trolebús y autobuses de diésel. Hoy en día los autobuses del Muni, trolebuses y tranvías tirados a caballos (en la línea F Market) comparten la calle, mientras que más abajo de la calle la Market Street Subway transporta el Muni Metro y BART. A pesar de que los teleféricos ya no pasan en Market Street, las líneas del San Francisco cable car system terminan en el lado de la calle en la Calle California y Calle Powell. extends from Fifth to Ninth Streets,
Market Street ha sido comparada como la Quinta Avenida de Nueva York, la Avenida de los Campos Elíseos de París o Great White Way también en Nueva York.